# Zebrasoma scopas
Zebrasoma scopas – gatunek morskiej ryby z rodziny pokolcowatych. Bywa hodowana w akwariach morskich.

## Występowanie
Rafy koralowe Oceanu Spokojnego oraz Oceanu Indyjskiego